# Бергман, Бернард
Бернард Бергман (2 сентября 1911, Ясиня, Транслейтания — 16 июня 1984) — ортодоксальный раввин и бизнесмен, наиболее известен благодаря управлению крупной сетью домов престарелых и осуждению за мошенничество с программой Medicaid в 1976 году. Бергман превратил наследство в 25 000 долларов в империю домов престарелых стоимостью 24 миллиона долларов.

## Ранние годы
Бергман родился 2 сентября 1911 года в Румынии, в семье Шломо Бергмана и Гиттель Лейфер. Шломо был сыном Авраама Цви Бергмана (1849–1918), раввина Ясини, небольшого городка на территории тогдашнего Марамуреша, Венгрия, ныне части Закарпатья, Украина. Гиттель происходила из старинного рода хасидских раввинов, самым известным из которых был её дед Мордехай Лейфер. Семья иммигрировала в США в 1920-х годах и поселилась в Бруклине. Бергман отправился в Подмандатную Палестину, где продолжил изучение религии, посещая иешиву «Слободка». Смиху (раввинское рукоположение) он получил от декана академии Моше Мордехая Эпштейна 22 октября 1933 года. Бергман женился на Анне (урождённой Вайс) в 1937 году. Вернувшись в Нью-Йорк, он устроился на должность раввина в доме престарелых в Нижнем Ист-Сайде Манхэттена, работал редактором и издателем ежедневной газеты на идише The Jewish Morning Journal и главой Ха-поэль ха-мизрахи.

## Дома престарелых и уголовное преследование
Бергман начал строить свою сеть домов престарелых в 1960-х годах, начиная с бывшей онкологической больницы Нью-Йорка в Сентрал-Парк-Уэст на 106-й стрит, которая была приобретена в 1955 году и управлялась Бергманом как дом престарелых Тауэрс. Этот дом престарелых стал фигурировать в обвинениях в мошенничестве на федеральном уровне и уровне штата. Утверждалось, что пациенты в доме подвергались жестокому обращению и пренебрежению, а жильцы свидетельствовали, что им не давали достаточного тепла, они подвергались физическому насилию и заражению вредителями. Этот дом престарелых был закрыт в 1974 году.
Расследование Сената штата Нью-Йорк в 1975 году выявило свидетелей, которые показали, что пациенты впадали в кому из-за обезвоживания, пролежней, вызванных грубыми простынями; также имела место эпидемия диареи, о которой не сообщали властям. Внезапная проверка дома выявила антисанитарные условия, в том числе молоко с истекшим сроком годности, и экскременты на полу в палатах пациентов. Бергман решительно отверг обвинения, заявив, что дома, которыми он управляет, обслуживаются хорошо.
В 1976 году Бергман был приговорён к четырём месяцам лишения свободы в федеральном исправительном центре после осуждения по обвинениям в налоговом мошенничестве и ненадлежащем оказании медицинских услуг. По условиям сделки о признании вины он не должен был отбывать дополнительный срок тюремного заключения. Однако главный прокурор Чарльз Дж. Хайнс скомпрометировал соглашение о признании вины, публично сообщив средствам массовой информации, что он хочет, чтобы председательствующий судья (судья Мелиа) приговорил Бергмана к большему сроку тюремного заключения. В конце концов Бергман отбыл восьмимесячный срок по обвинению в государственных преступлениях.
В феврале 1989 года специальный прокурор штата Нью-Йорк по делам престарелых получил выплату в размере почти 1,4 миллиона долларов в качестве последней выплаты штрафов и процентов, которые Бергман был обязан выплатить штату Нью-Йорк после того, как он признал себя виновным в мошенничестве с программой Medicaid и налоговом мошенничестве.

## Смерть
Бергман умер от сердечного приступа в Медицинском центре Маунт-Синай 16 июня 1984 года. Его тело было перевезено в Израиль для захоронения.